# Скіф (автомобільне ралі)
Ралі «Скіф» (інша назва «Скіф-ралі») — традиційне змагання з автомобільного ралі, яке проводилось в Херсоні та Херсонській області України з 1996 по 2021 роки з перервами. Входило до заліків чемпіонату та Кубку України з ралі, а також до заліку чемпіонату України з міні-ралі. Незмінними організаторами ралі «Скіф» виступали автомобільний клуб «Херсон» та Автомобільна федерація України.

## Історія
На початку 1996 року в українському ралі склалась ситуація, коли учасники були готові до збільшення кількості змагань, тоді як нових бажаючих їх проводити не з'являлось. Вихід запропонував керівник Херсонського автомобільного клубу Олег Петрищев, який надіслав в Автомобільну федерацію України заявки на проведення аж трьох етапів чемпіонату України. Крім вже традиційного Ралі «Чумацький Шлях» це були Ралі «Колесо» та Ралі «Скіф», які стали, відповідно, першим та останнім етапами тогорічного турніру.
На відміну від Ралі «Колесо», яке після 1996 року більше жодного разу не проводилось, Ралі «Скіф» на кілька років стало постійним етапом чемпіонату. Щоправда, в період з 1997 по 2000 роки воно проводилось не в кінці сезону, а навпаки, на його початку.
У 2001 році Херсонський автоклуб запропонував для проведення змагань абсолютно нову трасу біля міста Генічеськ Херсонської області. Дебютне змагання під назвою Ралі «Арабат» увійшло до календаря чемпіонату України, тоді як Ралі «Скіф» було з нього виключено. Повернення відбулось лише у 2005 році, коли «Скіф» замінило собою асфальтове Ралі «Столиця», виключене з календаря чемпіонату через конфлікт його організатора з керівництвом Автомобільної федерації.
Протягом наступних п'ятнадцяти років змагання під назвою «Скіф» відбулось всього один раз — у 2007 році, коли воно мало статус першого етапу Кубку України з ралі. Тільки у 2021 році Ралі «Скіф» було відроджено фінальним етапом чемпіонату України з міні-ралі, також відомого як «Кубок Лиманів». Ця подія оцінювалась, як позитивне закінчення конфлікту між одеським та херсонським організаторами змагань, який тягнувся півтора десятиріччя. Втім, наступного року через повномасштабне вторгнення Росії проведення ралійних змагань в Україні було тимчасово припинено.

## Траса
На всіх етапах свого існування Ралі «Скіф» фактично повторювало конфігурацію більш відомого Ралі «Чумацький Шлях». Так, в 1996—1997 роках основу траси складати ділянки, прокладені біля населених пунктів Цюрупинськ (нині Олешки), Малі Карабаї, Пролетарка (нині Челбурда) та Козачі Лагері. Починаючи з 1998 року основна частина змагання перемістилась до Іванівського кар'єру, розташованого поблизу села Тягинка. В усіх випадках траса мала ґрунтово-гравійне покриття.

## Переможці
| Рік  | Статус                        | Пілот                   | Штурман          | Автомобіль                |
| ---- | ----------------------------- | ----------------------- | ---------------- | ------------------------- |
| 1996 | Чемпіонат України з ралі      | Олександр Салюк-старший | Сергій Томчані   | Ford Escort RS Cosworth   |
| 1997 | Чемпіонат України з ралі      | Василь Ростоцький       | Віктор Балін     | Mitsubishi Galant VR-4    |
| 1998 | Чемпіонат України з ралі      | Андрій Александров      | Іван Герман      | Lancia Delta HF Integrale |
| 2000 | Чемпіонат України з ралі      | Павло Шарашидзе         | Віталій Аксьонов | ВАЗ-2108                  |
| 2005 | Чемпіонат України з ралі      | Володимир Петренко      | Гліб Загорій     | Mitsubishi Lancer Evo VI  |
| 2007 | Кубок України з ралі          | Ігор Чаповський         | Андрій Ніколаєв  | Subaru Impreza STi        |
| 2021 | Чемпіонат України з міні-ралі | Юрій Хоміцький          | Андрій Рощенко   | Subaru Impreza STi        |

## Цікаві факти
- За сім проведених з 1996 по 2021 роки Ралі «Скіф» перемогу в ньому отримували п'ять автомобільних брендів: Ford, Lada, Lancia, Mitsubishi та Subaru.
- За всі роки існування Ралі «Скіф» жоден пілот не вигравав його двічі.
- Найбільше учасників (37 екіпажів) стартувало в Ралі «Скіф» 2021 року, найменше (17 екіпажів) — в Ралі «Скіф» 2007 року.